# Gobierno de Cúcuta
Como ciudad republicana, Cúcuta está regida por un sistema democrático basado en los procesos de descentralización administrativa generados a partir de la proclamación de la Constitución de Colombia de 1991. La ciudad, con una población significativa dentro del panorama nacional (833 816 metro), es uno de los principales centros electorales.

## Rama ejecutiva

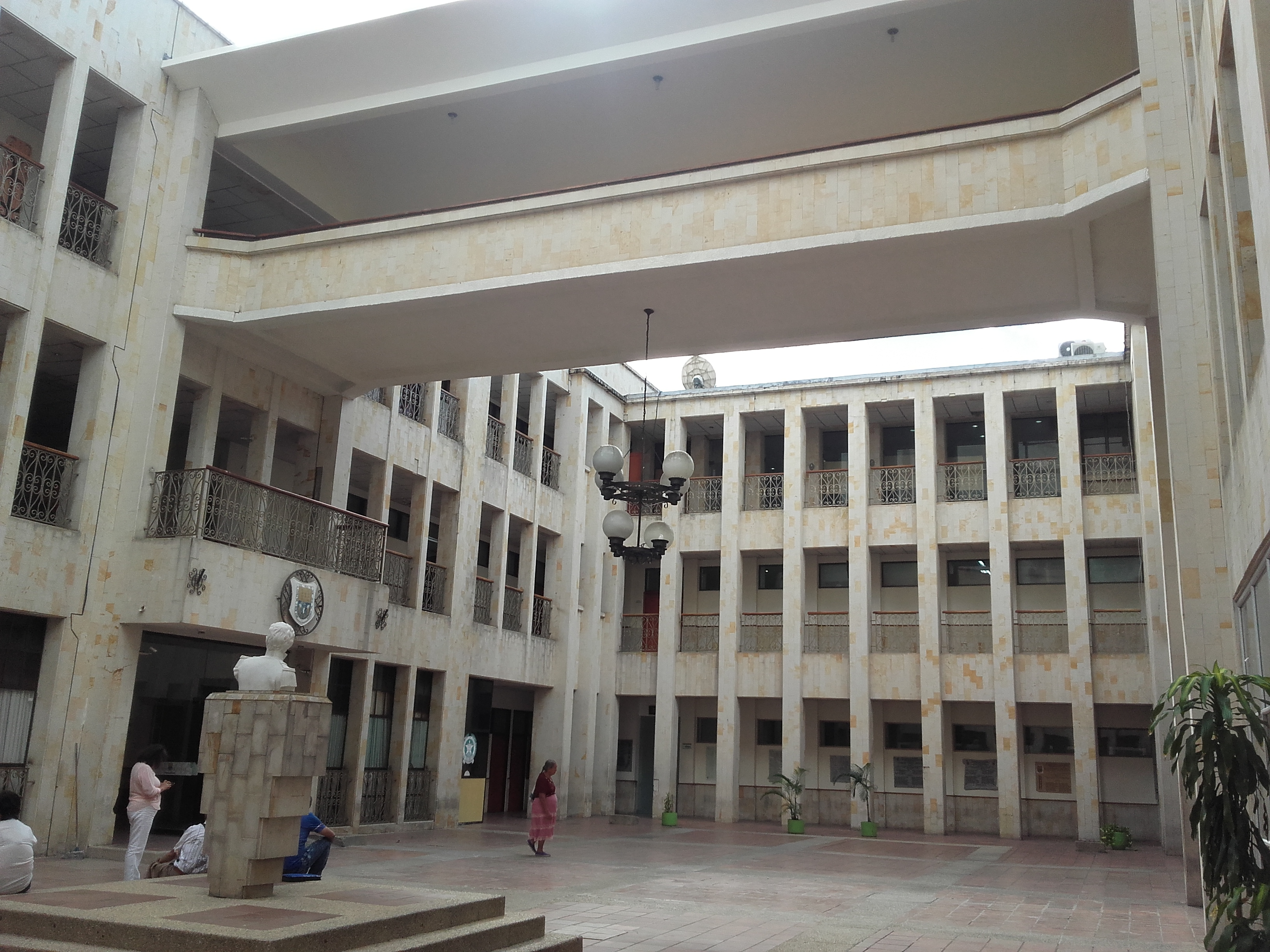
Palacio municipal de Cúcuta.

El poder ejecutivo de la ciudad descansa en el alcalde de Cúcuta el cual es elegido democráticamente entre cucuteños mayores de edad que presenten sus nombres para el cargo. De la Alcaldía dependen además las diferentes secretarias encargadas de ejecutar los programas de gobierno durante el periodo de dos años. Alcalde es el responsable de expedir decretos y estos son su principal herramienta administrativa.
El Alcalde de Cúcuta es además el que presenta la terna ante el concejo de alcaldes para la elección del director del área metropolitana de Cúcuta. La participación ciudadana está además garantizada en las diferentes organizaciones comunitarias de las cuales la más importante es la acción comunal cuyos territorios son determinados por la Alcaldía dentro de las comunas y barrios.

## Rama legislativa
El poder legislativo de la ciudad descansa en el Concejo de Cúcuta, el cual está compuesto por 19 ediles elegidos por votación popular, y legisla por medio de decretos. Los ciudadanos y sus asociaciones tienen el derecho de ser representados en este organismo y de presentar sus propios proyectos legislativos.

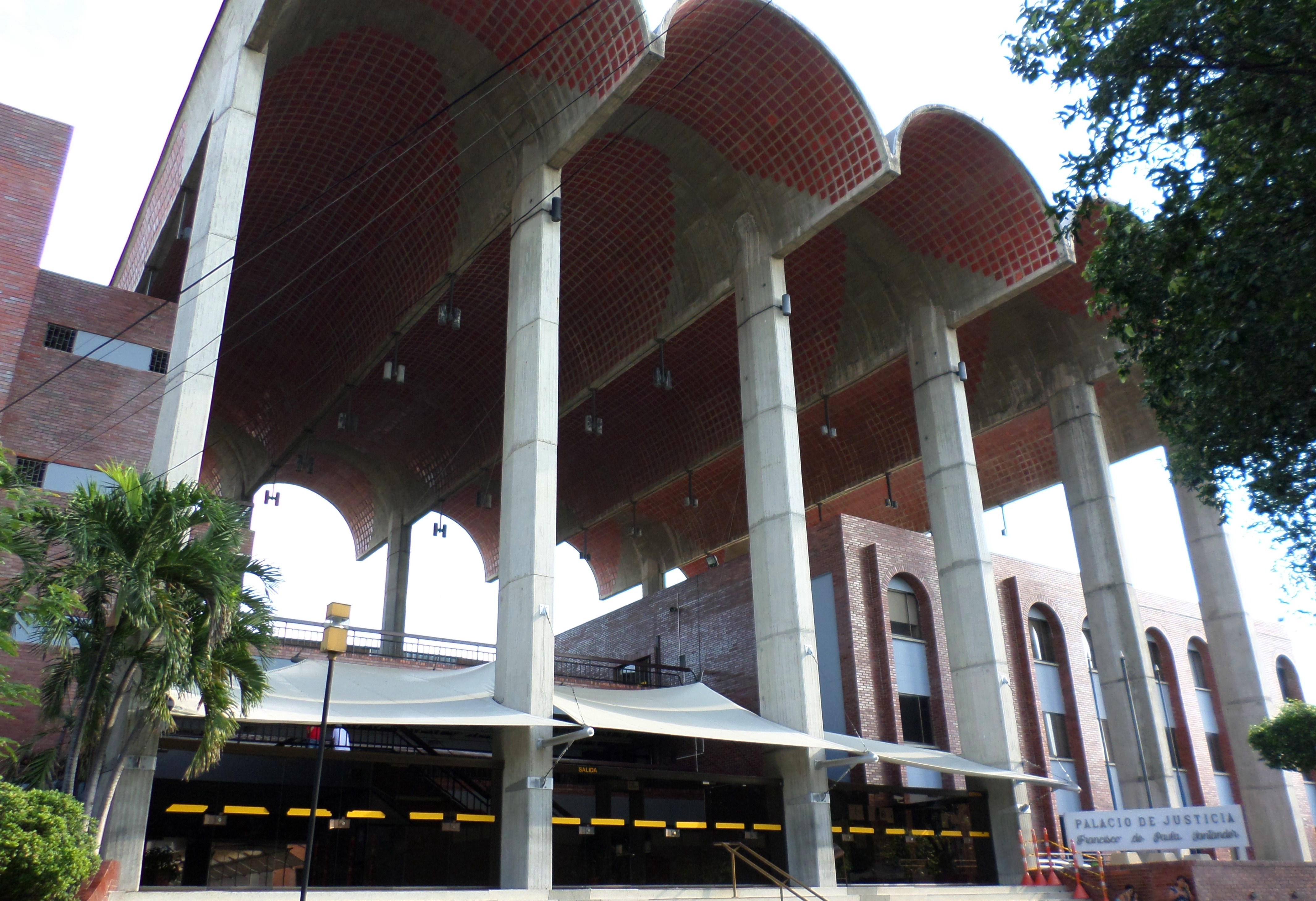
Palacio de Justicia de Cúcuta.

## Rama judicial
El poder judicial de la ciudad sigue todo el proceso judicial colombiano en sus distintos departamentos de los cuales los tribunales son los más representativos. Existen además figuras de fiscalización de la justicia y de los actos administrativos, así como las oficinas de veeduría, derechos humanos, fiscalía, defensor del pueblo y otros.